# 五龙山鹅观草
五龙山鹅观草（学名：Roegneria hondae）为禾本科鹅观草属下的一个种,分布于中国内蒙古自治区与河北省等地。

## 扩展阅读
- 維基物種上的相關：五龙山鹅观草